# Том Пелфрі
Том Пелфрі (англ. Tom Pelphrey) — американський актор.

## Біографія
Народився 28 липня 1982 року в Говеллі, Нью-Джерсі, США. 2000 року закінчив школу Говелл Хай, а 2004 — здобув ступінь бакалавра витончених мистецтв у Рутгерському університеті (Мистецька школа Гросс).
Пелфрі відомий виконанням ролі Джонатана Ренделла, сина Реви Шейн та Річарда Вінслова, у мильній опері «Дороговказне світло». Ввійшовши до акторського складу цього серіалу у вересні 2004 року, актор відразу ж отримав позитивні відгуки критиків за своє зображення Джонатана.
Том двічі ставав лауреатом Денної премії Еммі у номінації «Видатний молодий актор у драматичному серіалі» — в 2006 та 2008 роках.
У жовтні 2009 року з'явився у серіалі «Як обертається світ», де зіграв роль Міка Данте, медичного дослідника.
30 березня 2007 року з'явився в одному із епізодів серіалу «4исла». Також зіграв у двох епізодах серіалу «Закон і порядок: Спеціальний корпус».
2015 року у серіалі «Банші» виконав роль Курта Банкера, колишнього неонациста, який реінтегрувався у суспільство та став поліцейським. Підготовка до ролі включала в себе заняття з важкої гімнастики та студіювання книг про неонацистський рух в Америці.
2017 ролі з'явився у серіалі «Залізний кулак», де зіграв роль Ворда Мікема.
Окрім своєї кар'єри на телебаченні та в кіно, актор також виступає й на театральній сцені.

## Фільмографія
| Рік  | Назва               | Оригінальна назва      | Роль                  | Примітки        |
| ---- | ------------------- | ---------------------- | --------------------- | --------------- |
| 2008 | Птахи Америки       | Birds of America       | Подорожній автостопом |                 |
| 2010 | Еластик             | The Elastic            | Марті                 | Короткометражка |
| 2012 | Перехід             | Junction               | Девід                 |                 |
| 2012 | Вибачення за життя  | Excuse Me for Living   | Ден                   |                 |
| 2013 | Острів черепах      | Turtle Island          | Тім                   |                 |
| 2013 | Шлях тигрової лілії | Tiger Lily Road        | Рікі Гарден           |                 |
| 2014 | Крик із середини    | A Cry from Within      | Карл                  |                 |
| 2015 | Якорі               | Anchors                | Денні                 |                 |
| 2015 | Дівчина в біді      | The Girl Is in Trouble | Ерік                  |                 |
| 2015 | Сем                 | Sam                    | Стефен                |                 |
| 2015 | Щасливе число       | #Lucky Number          | Брет Рейнольдс        |                 |
| 2015 | Одна мить           | Blink                  | Актор                 |                 |
| 2019 |                     | Crazy Alien            | Джон Стоктон          |                 |
| 2020 | Манк                | Mank                   | Джозеф Манкевич       |                 |
| 2022 | Вона сказала        | She Said               | Джим Ратман           |                 |

| Рік     | Назва                               | Оригінальна назва                 | Роль            | Примітки                                              |
| ------- | ----------------------------------- | --------------------------------- | --------------- | ----------------------------------------------------- |
| 2007    | Берг                                | The Burg                          | Мудак Дейв      | Епізод: «Out»                                         |
| 2007    | 4исла                               | Numb3rs                           | Майк Дейлі      | Епізод: «Pandora's Box»                               |
| 2008    | Та, що говорить із привидами        | Ghost Whisperer                   | Браян           | Епізод: «Ghost in the Machine»                        |
| 2008    | Місце Злочину: Маямі                | CSI: Miami                        | Мік Регоса      | Епізод: «Wrecking Crew»                               |
| 2004–09 | Дороговказне світло                 | Guiding Light                     | Джонатан Рендал | 154 епізоди                                           |
| 2009–16 | Закон і порядок: Спеціальний корпус | Law & Order: Special Victims Unit | Різні           | 2 епізоди                                             |
| 2009–10 | Як обертається світ                 | As the World Turns                | Иік Данте       | 29 епізодів                                           |
| 2010    | Гарна дружина                       | The Good Wife                     | Джош Манді      | Епізод: «Doubt»                                       |
| 2011    | Тіло як доказ                       | Body of Proof                     | Дін Ейвері      | Епізод: «Talking Heads»                               |
| 2012    | Голуба кров                         | Blue Bloods                       | Майк Гелатікс   | Епізод: «The Uniform»                                 |
| 2013    | Послідовники                        | The Following                     | Брок            | Епізод: «Guilt»                                       |
| 2014    | Чорний ящик                         | Black Box                         | Джосеф Морган   | Епізод: «Forget Me»                                   |
| 2015–16 | Банші                               | Banshee                           | Курт Банкер     | 15 епізодів                                           |
| 2017    | Поліція Чикаго                      | Chicago P.D.                      | Томас Кейд      | Епізод: «Favor, Affection, Malice or Ill-Will»        |
| 2017    | Залізний кулак                      | Iron Fist                         | Ворд Мічем      | 21 епізодів                                           |
| 2019    | Сліпа зона                          | Blindspot                         | Кемерон Гіббс   | Епізод: «Frequently Recurring Struggle for Existence» |
| 2020    | Озарк                               | Ozark                             | Бен Девіс       | Головна роль (3 сезон)                                |
| 2022    | За межами                           | Outer Range                       | Перрі Ебботт    |                                                       |